# Passatelli

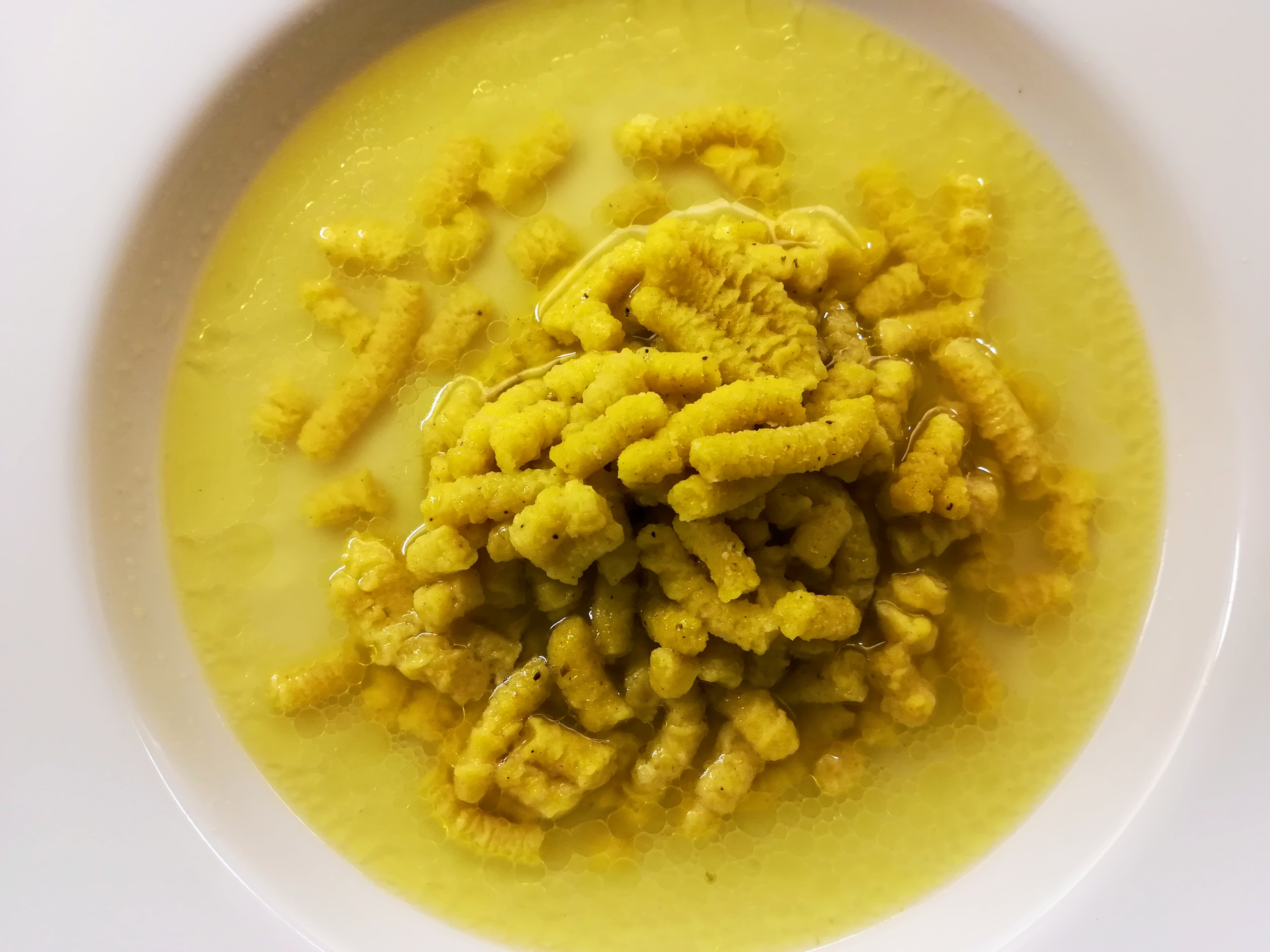
Plato de passatelli.

Los passatelli son una de las sopas (minestre) más clásicas de la Emilia-Romaña y de Pesaro y Urbino los días de fiesta.

## Origen
El plato, que se cita en el recetario de Artusi, deriva probablemente de la tardura, una sopa de huevo, queso y pan rallado recordada por Michele Placucci, y servida tradicionalmente a las parturientas.

## Preparación
Con pan rallado, queso parmesano, huevo, una pizca de pimienta y especias (nuez moscada y ralladura de limón) se obtiene una masa que, con un molde especial, permite elaborar unos fideos gruesos que se cuecen en caldo.